# یواس‌اس بلوبرد (ای‌ام-۷۲)
یواس‌اس بلوبرد (ای‌ام-۷۲) (به انگلیسی: USS Bluebird (AM-72)) یک کشتی بود که طول آن ۱۳۲ فوت ۴ اینچ (۴۰٫۳۴ متر) بود. این کشتی در سال ۱۹۳۱ ساخته شد.